# Clayton (Missouri)
Pour les articles homonymes, voir Clayton.
La ville américaine de Clayton est le siège du comté de Saint-Louis, dans le Missouri. Lors du recensement de 2010, elle comptait 15 939 habitants.